# Efrem Mekonnen
Efrem Mekonnen (31 gennaio 2001) è un mezzofondista etiope.

## Palmarès
| Anno | Manifestazione          | Sede         | Evento      | Risultato  | Prestazione | Note                          |
| ---- | ----------------------- | ------------ | ----------- | ---------- | ----------- | ----------------------------- |
| 2017 | Campionati africani U20 | Tlemcen      | 400 m piani | Bronzo     | 48"87       |                               |
| 2017 | Campionati africani U20 | Tlemcen      | 4x400 m     | Oro        | 3'11"89     |                               |
| 2018 | Campionati africani     | Asaba        | 400 m piani | Batteria   | 48"98       |                               |
| 2018 | Campionati africani     | Asaba        | 4x400 m     | Batteria   | 3'11"95     |                               |
| 2019 | Campionati africani U20 | Abidjan      | 400 m piani | 4º         | 47"55       |                               |
| 2019 | Giochi Panafricani      | Rabat        | 400 m piani | Batteria   | 48"87       |                               |
| 2019 | Giochi Panafricani      | Rabat        | 4x400 m     | 7º         | 3'11"58     | Miglior prestazione personale |
| 2022 | Campionati africani     | Saint-Pierre | 800 m piani | Semifinale | 1'49"81     |                               |
| 2024 | Mondiali indoor         | Glasgow      | 800 m piani | Batteria   | 1'49"71     |                               |

## Campionati nazionali
2018
- Argento ai campionati etiopi, 400 m piani - 47"1
- 4º ai campionati etiopi juniores, 400 m piani - 47"26

2019
- Argento ai campionati etiopi, 400 m piani - 46"6
- Argento ai campionati etiopi, 200 m piani - 21"3

2021
- 5º ai campionati etiopi, 800 m piani - 1'48"5

2022
- Argento ai campionati etiopi, 800 m piani - 1'47"2